# Joseph Henry Gilbert
Sir Joseph Henry Gilbert, Fellow of the Royal Society (1 d'agost de 1817 – 23 de desembre de 1901) va ser un químic anglès, notable pels seus experiments per a millorar l'agricultura.

## Biografia
Nasqué a Hull, era fill de Joseph Gilbert i Ann Gilbert. Estudià química primer a Glasgow amb Thomas Thomson; després al University College, London, en el laboratori d'Anthony Todd Thomson (1778-1849); i finalment a la Universitat de Giessen sota Liebig. A la seva tornada a Anglaterra acceptà l'oferiment de John Bennet Lawes per treballar a l'Estació Experimental de Rothamsted. .
Gilbert va ser membre de la Royal Society el 1860, i el 1867 va rebre la Royal Medal junt amb Lawes, va ser professor honorari del Royal Agricultural College, Cirencester. Va ser fet cavaller el 1893,.